# Дубова Роща
Дубо́ва Ро́ща (рос. Дубовая Роща) — село у складі Новосергієвського району Оренбурзької області, Росія.

## Населення
Населення — 14 осіб (2010; 14 у 2002).
Національний склад (станом на 2002 рік):
- росіяни — 79 %